# Estádio Hillsborough
O Estádio Hillsborough é um estádio de futebol, situado na cidade de Sheffield, Inglaterra. Serve como sede habitual do Sheffield Wednesday F.C.. O nome do estádio, até 1914 era Owlerton Stadium. Possui capacidade para 39 859 pessoas.

## História
Inaugurado em 1899, neste estádio foram jogados partidas da Copa do Mundo de 1966 entre as seleções da Alemanha Ocidental, Argentina, Suíça e Espanha, assim como a partida de quartas de final entre RFA e o Uruguai (a RFA venceu 4 a 0).

## O desastre de Hillsborough

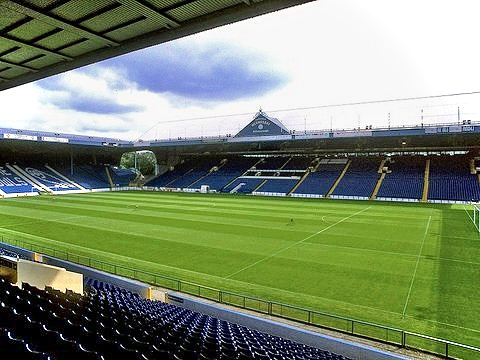
Hillsborough Stadium

Em 15 de abril de 1989 nesse estádio faleceram 96 pessoas na Tragédia de Hillsborough. Essa tragédia ocorreu durante a partida de futebol entre o Liverpool FC e o Nottingham Forest FC, correspondente às semifinais da Copa da Associação da Inglaterra. As 96 pessoas falecidas eram torcedoras do Liverpool FC, que acabaram sufocadas (esmagadas) pela grade que separava os torcedores do campo. O acontecimento foi uma ponte para expressivas mudanças no futebol na Inglaterra. A modalidade até então sofria com a ação dos Hooligans, torcedores que cometiam atos violentos, principalmente nas partidas disputadas no futebol inglês. Na ocasião, os clubes ingleses foram banidos de competições continentais pela UEFA entidade máxima do futebol europeu, durante 5 cinco anos. Entre as principais mudanças após a tragédia com os torcedores ingleses foram: proibição de grades ou separadores, disponibilidade de cadeiras numeradas para acompanhar as partidas, além da abolição das "gerais", espaço onde os espectadores ficavam em pé.